# Peter Vlug sr.
Peter Vlug (Haarlem, 29 december 1931 – Voorthuizen, 11 februari 2022) was de voorzitter van Stichting Opwekking. Hij heeft een belangrijke rol gespeeld in de ontwikkeling van de pinksterbeweging in Nederland.

## Levensloop
Vlug groeide op in Haarlem in een socialistisch gezin. Na de middelbare school vond hij werk als hovenier. Tijdens zijn diensttijd leerde hij Else Hoekendijk kennen. Zij was de dochter van Karel Hoekendijk, oprichter en leider van de opwekkingsbeweging Stromen van Kracht. Vlug en zij trouwden op 28 juni 1955. Via haar bekeerde hij zich tot het christelijk geloof.
Samen leidden zij enige tijd een kindertehuis in Bilthoven, maar Vlug werd al gauw Karel Hoekendijks rechterhand. Op 1 april 1968 kwam het tot een breuk. Na lang beraad gaf Vlug te kennen niet langer de verantwoordelijkheid van het werk te willen dragen. Er was inmiddels een grote schuld ontstaan bij de drukker van het maandblad Stromen van Kracht en de boekjes die regelmatig werden uitgegeven. Een terugkerende bron van zorg was de grote som geld die Hoekendijk nodig had voor zijn overzeese evangelisatiecampagnes. Een andere factor was de slechte communicatie tussen Hoekendijk en de zendelingen die door Stromen van Kracht waren uitgezonden. Ben Hoekendijk (de oprichter van stichting Opwekking), Wiesje Hoekendijk en Peter en Else Vlug namen samen een schuld van 125.000 gulden over van Karel Hoekendijk. Hieruit kwam het werk van stichting Opwekking voort.
Vlug verhuisde met zijn gezin naar Voorthuizen en mede dankzij hulp van derden was de schuld binnen enkele jaren afgelost. Het werk begon te groeien na een start die om financiële redenen moeizaam was. Een familiekamp tijdens Pinksteren 1970 in Bennekom groeide uit tot de Pinksterconferentie op de Paasheuvel in Vierhouten. In 1990 stopte Ben Hoekendijk met het werk voor stichting Opwekking, omdat hij het 'allemaal te groot vond worden'. De leiding kwam hierop in handen van Vlug. Onder zijn leiding kwam het zogeheten jaarlijkse zangfestijn van de grond. Ook bemoeide de organisatie zich met de jaarlijkse Mars voor Jezus. De groei van de Pinksterconferentie hield aan, zodat de conferentie in 1996 wegens ruimtegebrek verhuisde naar het terrein van Walibi Holland in Biddinghuizen. Drie jaar later droeg Vlug het leiderschap over aan Joop Gankema en Kees Goedhart.
Vlug overleed op 90-jarige leeftijd.